# Norrvikens villastad

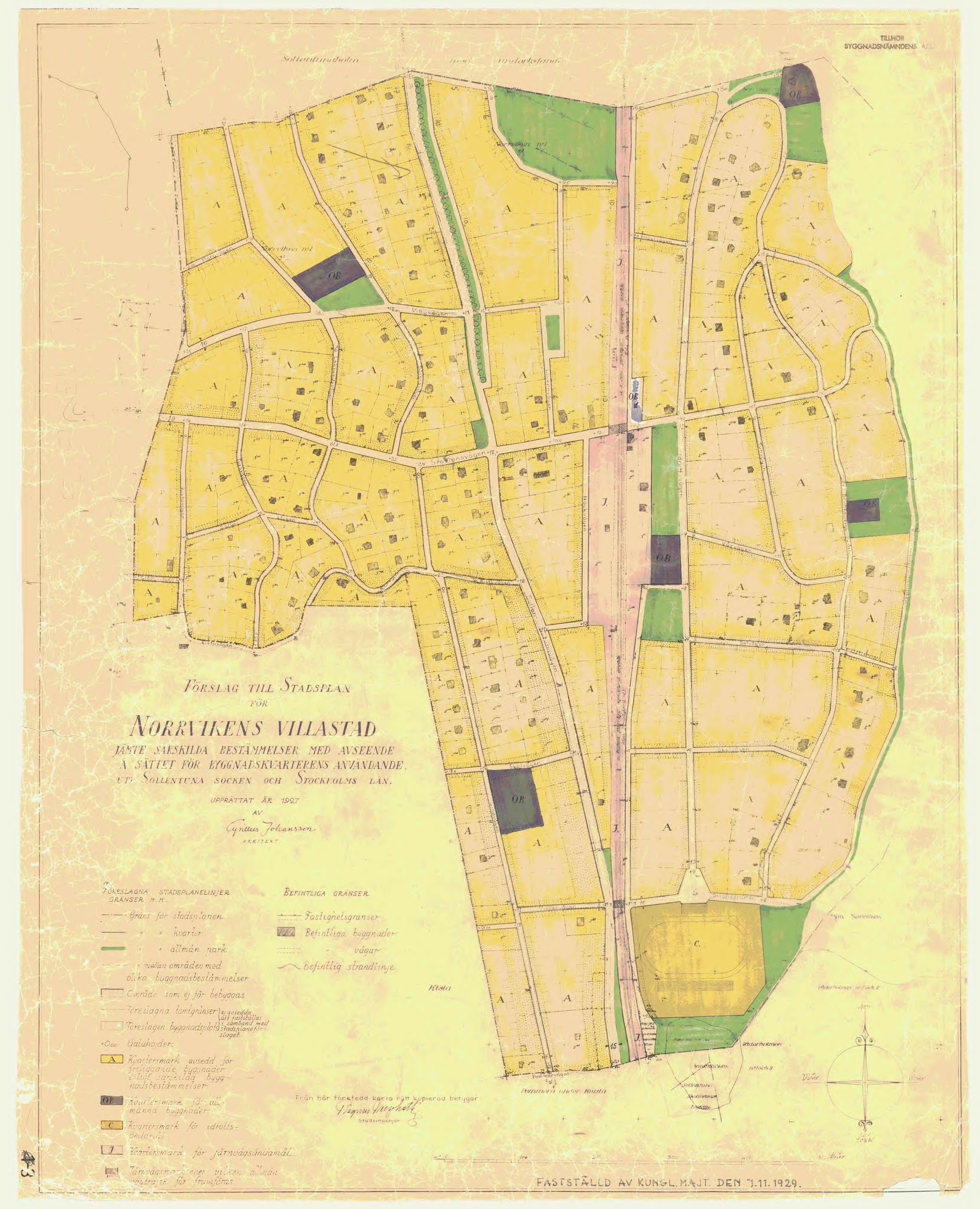
Stadsplanen för Norrviken från 1929.

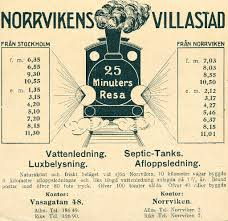
Norrvikens Villastad AB, Annons i dagspress.

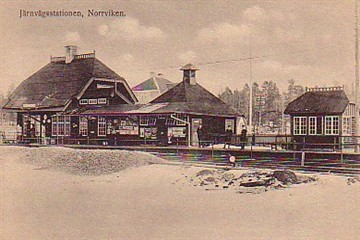
Norrvikens Villastad, stationsbyggnaderna.

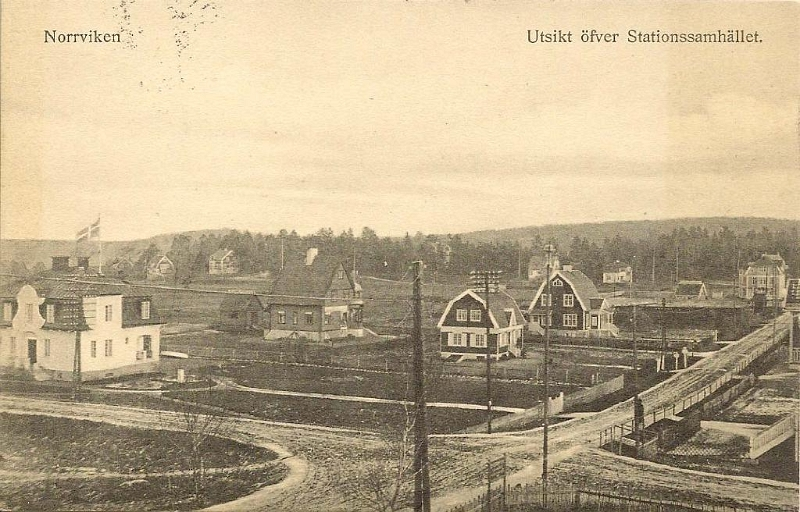
Norrvikens gamla centrum (de tre villorna i mitten är idag rivna).

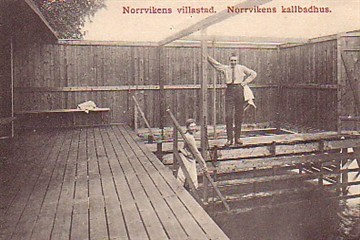
Kallbadhuset i Norrviken.

Norrvikens villastad är ett småhusområde ("trädgårdsstad") i Norrviken i Sollentuna kommun i norra Storstockholm. Ansvarig för tillkomsten av området var AB Norrvikens Villastad, ett företag aktivt från 1906 till 1965. De var även delaktiga i bygget av Norrvikens station.

## Historia
Viby, Sollentuna och Kista by var underställda säteriet Sollentunaholm och köptes av CF Lundström på Antuna gård, som 1905 upplät dessa till AB Norrvikens Villastad och AB Rotebro Egnahem. Hans dotters barn, familjerna Hasselrot och Liljenroth tog över företagen 1906. Bolaget lät på egen bekostnad uppföra första stationsbyggnaden och upplät marken närmast järnvägen till statens järnvägar. Stationen öppnades 1 maj 1907 och utvidgades efterhand. Genom att Norrviken fick en egen station kunde försäljningen ta fart på allvar. Bolagets ursprungliga ägare bosatte sig aldrig i området.
Kring 1910 var omkring 150 villor färdiga eller under uppförande. De flesta villor byggdes väster om järnvägen, där marken var något billigare. Endast ett drygt trettiotal av de ursprungliga villorna byggdes öster om järnvägen, flertalet av dessa villor har sjönära lägen och stora tomter. Ett av de mest attraktiva områden var Brunkebergsåsens östra sida som bjuder på vidsträckt utsikt över sjön Norrviken. Flertalet strandnära villor ligger ovanför den strandpromenad som löper utmed större delen av Norrvikens utsträckning. Villorna utmed vattnet är oftast stora och påkostade och byggdes ofta i nationalromantiskt inspirerad jugendstil. Bland dem märks arkitekt Sigurd Westholms egen villa vid Brunkebergsåsen 20 B. Troligen ritade Westholm (stadsarkitekt i Stockholm 1916-1940) flera villor i området.  Ett antal tomter i den norra delen hade även egen strand, bland annat arkitekten John Baggers villa på Brunkebergsåsen 46 (Ritad av Bagger/Westholm).
Direktör Olof Schaffer arbetade som tomtförsäljare i bolaget från 1908. 1919 köpte han ut bolagets grundare och drev det vidare som största ägare i ytterligare 25 år. Schaffer har fått en väg i Viby uppkallad efter sig. Direktör Schaffer byggde en villa till sig själv på Nåsvägen 18. Norrvikens Villastad ordnade med strandpromenad, kallbadhus, vatten och avlopp. Kallbadhuset byggdes 1908 och hade plats för 40-50 badande. Kvinnor och barn fick bada på förmiddagarna och männen på eftermiddagarna. Alla vägar var från 1909 försedda med trätrottoarer och upplysta med  luxlampor.  Norrviken var den andra förstaden som från början erbjöd vatten och avlopp. Norrvikens vatten fungerade även som vattentäkt för Djursholms vattentorn ända in på 1960-talet. Vattentornet på brunkebergsåsen var i bruk till mitten av 60-talet och området fick kommunalt avlopp först på 1980-talet. 1916 öppnades ett elektricitetsverk i Tureberg och hösten 1917 byttes luxlamporna mot elektriska lampor.
Villabolaget erbjöd material för byggnation och då stora delar av området ligger på en grusås fanns mycket grundläggningsmaterial naturligt. Flera av husen tros ha ritats av arkitekterna John Bagger och Sigurd Westholm, som båda bodde i området och tillsammans drev en arkitektfirma. Flera byggmästare bosatte sig även i området och kunde på det sättet erbjuda sina tjänster till andra nybyggare. En del villor byggdes på spekulation.
Målgruppen var medelklass och övre medelklass. Området hade stor konkurrens med till exempel Djursholm och Saltsjöbaden och trots höga ambitioner så lyckades man inte locka lika köpstarka boende som dessa områden. Många av Norrvikens innevånare var tjänstemän, köpmän, ingenjörer och byggmästare.
Innan området hade vägnamn så hade de flesta hus egna namn, exempelvis Lillebo (Tunvägen 27), Sunnanlid (Brunkebergsåsen 10), Tallbo (Stationsvägen 1), Ernevi (Brunkebergsåsen 39), Gammeltorp (Idrottsvägen 31), Widkulla, Sjökulla, Granliden, Gunbo, Vårgård, Björkhäll och Avesro.
År 1927 upprättades en stadsplan av arkitekt Cyrillus Johansson. Planen vann laga kraft två år senare. Den 13 december 1929 inrättades Norrvikens municipalsamhälle inom Sollentuna landskommun, vilken upplöstes när hela kommunen ombildades till Sollentuna köping år 1944. Municipalsamhällets administration övergick i köpingens, som också övertog lokalerna. Senare överfördes kommunalkontoret till nya lokaler i Tureberg. 1925–1927 uppfördes Sollentuna kommunalhus, som även en tid inrymde polisstation. I Norrvikens södra delar byggdes ett antal egnahemsvillor framförallt under 1930- och 1940-talet. Under 1960- och 1970-talen byggdes ett par större radhusområden ut i sydvästra och norra delen av samhället. Många äldre villor har byggts med stora trädgårdar, som i många fall senare styckats och bebyggts främst under 1960–1980-talet.
1955 ersattes den ursprungliga stationsbyggnaden och 1993 revs även detta nyare stationshus, i samband med utvidgning till 4 spårig järnväg. Dagens stationshus kom till 1995.
I början av 1980-talet revs tre sekelskiftesvillor för att skapa det som idag är Norrvikens centrum. Bland annat revs konstnären Bo Notinis villa trots protester. Den så kallade Lithnerska villan ligger idag ensam kvar bland den nyare bebyggelsen då dess ägare lyckades få villan Q-märkt och därmed kunde undgå rivning. Detaljplanen har därefter inte medgett att riva villor och bebygga befintliga tomter med radhusbebyggelse. De senaste åren har mycket få nya villor byggts.

## Byggnader

### Villor väster om järnvägen
Den västra sidan av Norrviken ligger liksom den östra sidan på en grusås, där järnvägen som går på den gamla sjöbotten mellan åsarna och delar Norrviken i två delar. Parallellt med järnvägen går Norrvikenleden, som med en något annan sträckning ersatte den gamla landsvägen mellan Stockholm och Uppsala. Området är större än den östra sidan och trots att tomterna var billigare än den östra sidan så finns här ett stort antal stora och påkostade villor. Längst till väster skär idag E4 genom Norrviken och på andra sidan av motorvägen börjar Viby och Järvafältet. Även Viby exploaterades av Norrvikens Villastad AB, men då främst till gårdar, då området kallades Viby Lanthem. Även i Viby finns ett antal äldre villor, men andelen nyare villor är betydligt högre här.

#### Lithnerska Villan

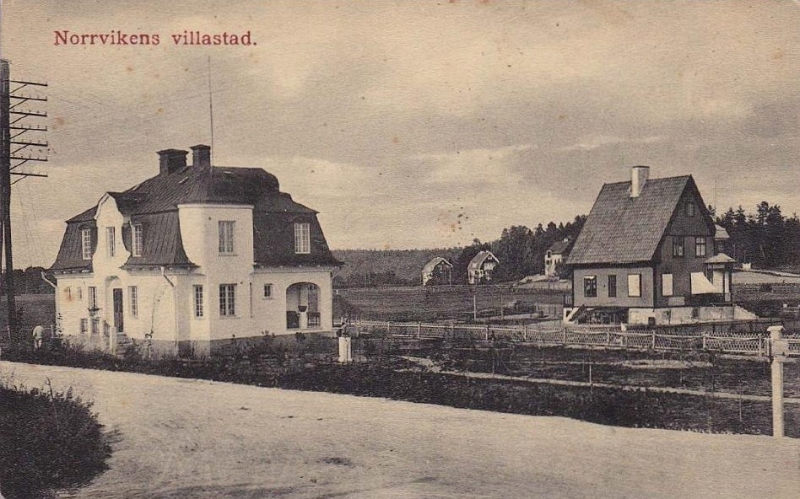
Lithnerska villan samt Filekomheja (Bo Notinis villa)

Lithnerska villan (tidigare Tidlunds villa) byggdes 1909–1910 och ritades av den första ägaren, fru Anna Johansson "Chic". Hon lät även uppföra "Franska villan” i Tors backe 1914. Villan är uppförd i jugendstil med barocka och österländska inslag. Villan är, till skillnad från de flesta andra byggnader, murad i tegel. Mot sydöst finns en liten loggia, mot sydöst ett torn med en krönande flaggstång. Långsidorna har varsin frontespis, varav den östra har tre stora fönster samt en fransk balkong ovanför ett mindre burspråk. Fasaderna är slätputsade vita och taket täcks av ett svart plåttak. Ovan huvudentrén sitter en inmurad stuckrelief och en besökare möts av en dubbel ytterdörr med fasettslipade glas, eller vid köksingången en hantverksmässigt utformad välvd port. Huset rymmer flera ursprungliga kakelugnar, målade välvda väggpaneler i trä och en kalkstenstrappa i det nordvästliga hörnet. Under 2:a världskriget fanns kristidsnämnden inrymd i villan.

#### Filekomheja
Villan beboddes av konstnären Bo Notini och hans fru. Villan revs under vissa protester i samband med omdaningen av Norrvikens centrum på 1980-talet. Villan låg strax sydost om Lithnerska villan.

#### Villa Avesro
Villa Avesro ligger i korsningen Leksandsvägen - Kistavägen och har fortfarande kvar sitt ursprungliga utseende.

### Villor öster om järnvägen (sjösidan)

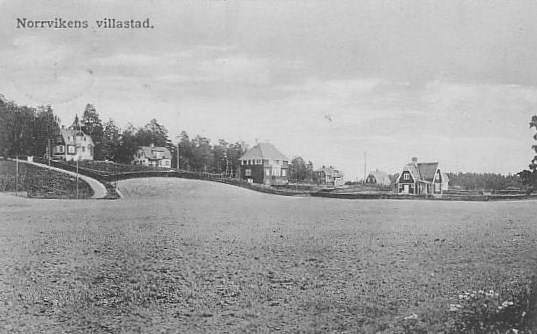
Villa Widkulla till vänster, samt längst till höger, Lotterivillan på Solvägen (systervillan till Kontorsvillan)

Den östra sidan av Norrviken hade från början de mest exklusiva tomterna. Tomterna kostade från 20 öre kvadratfot, upp till 40 öre för de få tomterna med egen strandrätt. Husen byggdes framförallt på Brunkebergsåsens krön och sluttningar. Husen som vetter mot vattnet ligger oftast uppe på åsen och har stora sluttningstomter ned mot vattnet men avslutas med den strandpromenad som löper från Stationsvägens östra ände och söderut till strandpartiet strax norr om Väderholmens gård. I söder avslutas strandpromenaden vid Norrvikens IP där den även övergår till Idrottsvägen. Vissa av husen norr om Stationsvägen med adress Strandpromenaden eller Brunkebergsåsen har i några fall egna sjötomter. Området avslutas i norr med Torparängens badplats som tidigare var sjöbotten. Vid Torparängen övergår Brunkebergsåsen till Idrottsvägen.

#### Villa Gunbo
Villa Gunbo sägs vara en av områdets tidigaste villor. Villan ligger den östra delens norra ände där vägen Brunkebergsåsen tar slut och övergår i Idrottsvägen. Villan är idag tilläggsisolerad, men har i stort kvar sin ursprungliga form. Norr om villan ligger badplatsen Torparängen följd av Sollentunaholms engelska park.

#### Villa Westholm
Villan på Brunkebergsåsen 20 B, byggd 1907, är ritad för eget bruk av Sigurd Westholm som var stadsarkitekt i Stockholm 1916–1940. Fram till 1915 drev han arkitektkontor tillsammans med John Bagger, och sägs ha ritat ett flertal av villorna i Norrviken. Villan har en naturstensgrund, brun panel på förvandring, fri engelsk planlösning och ett flertal balkonger och burspråk.

#### Villa Sjökulla

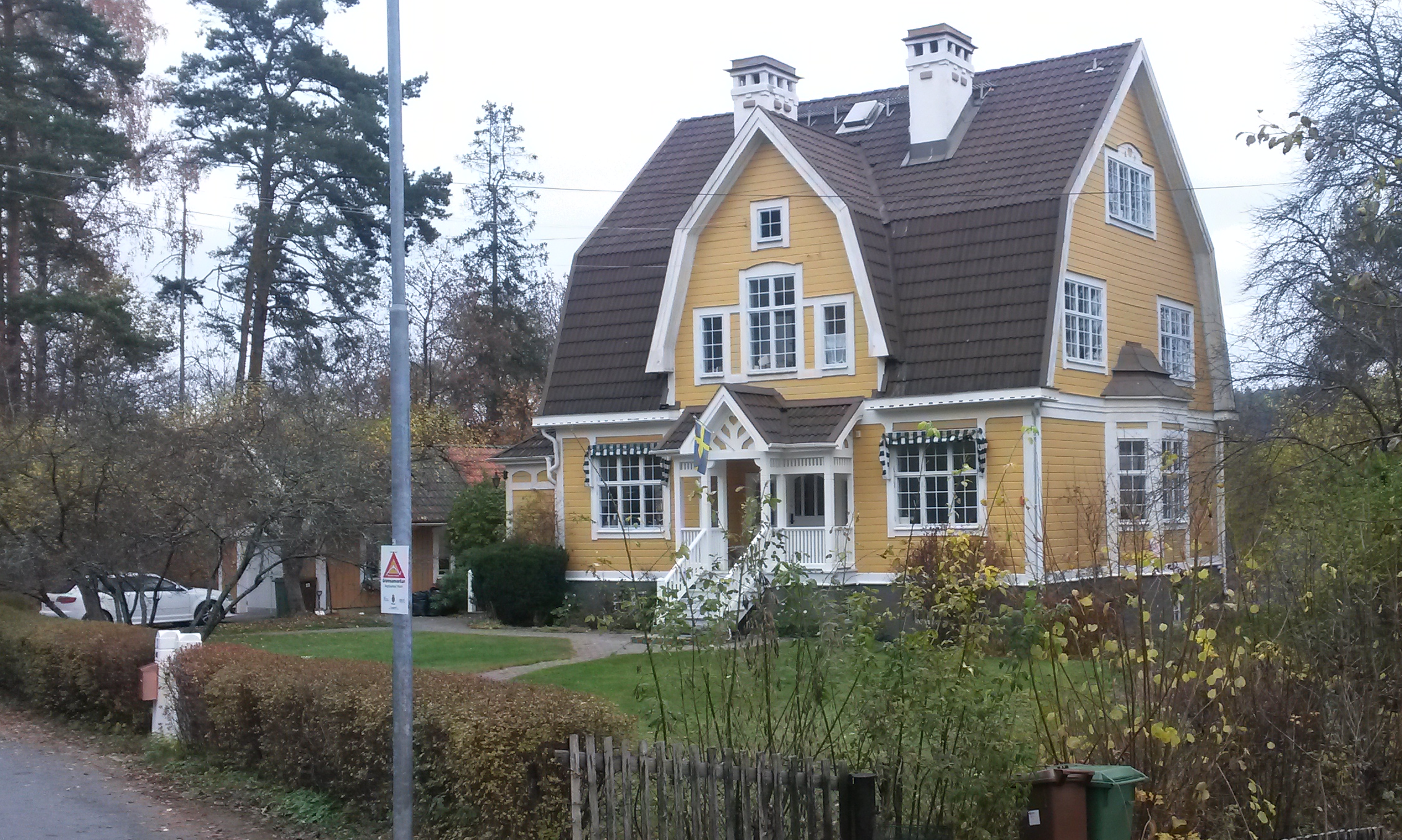
Villa Sjökulla (Baggerska villan), Foto taget 2015

Villa Sjökulla (Brunkebergsåsen 46) är en av få villor med egen strandtomt i Norrviken. Villan byggdes av och åt arkitekten John Bagger 1913 och är ritad av Bagger / Westholm och har 9 rum på ca 230 m² plus inredd vind och källare. Samtliga villor med strandtomt ligger i den norra delen på Brunkebergsåsens östsluttning ned mot vattnet.

#### Kontorsvillan
I korsningen Idrottsvägen - Stationsvägen (Stationsvägen 34 B) ligger en villa som från början byggdes av Norrvikens Villastad AB 1908 för att sedermera fungera som kontor till företaget. Man uppförde en likadan villa på Solvägen 10. Villan har kallats Kontorsvillan och är troligen ritad av Bagger / Westholm. Villan har en systervilla, Lotterivillan, på Solvägen 10. Båda villorna är idag tillbyggda men framförallt Kontorsvillan har fått behålla sina karaktärsdrag. Villorna påminner om den så kallade Enskedestugan. Heter egentligen Ardala, men kallades mest kontorsvillan.

#### Villa Rödegård

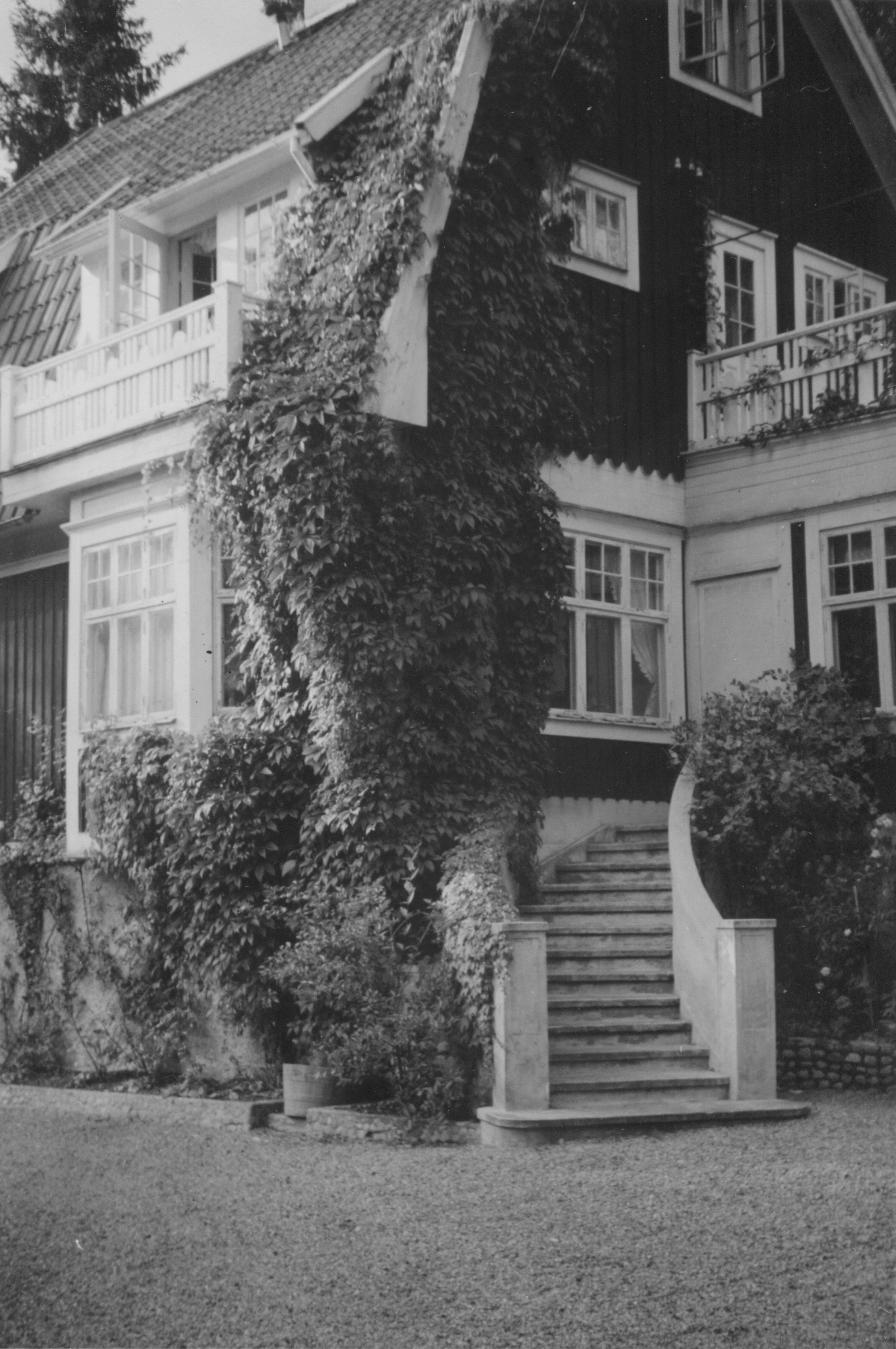
Villa Rödegård, foto ca. 1930

Villa Rödegård ligger på Brunkebergsåsen 41. Den uppfördes 1911–1912, och har till största delen kvar sitt ursprungliga utseende. Arkitekturen är nationalromantisk med vissa jugendinslag. Övervåningens lockpanel har halvcirkelformade avslutningar, på samma sätt som dåvarande stationsbyggnaden.
1926 till 1942 bodde här polismannen Adolf Johansson, som även ingick i Norrvikens Municipalsamhälles hälsovårdsnämnd.

#### Villa Gammeltorp
Villan ligger på Idrottsvägen 31 och benämndes ursprungligen för Villa Gammalstorp. Huset byggdes för Axel Wedelin, som innehade tjänsten som bokhållare vid Kungliga Järnvägsstyrelsen. Axel Wedelin tillsammans med hustrun Tekla Charlotta och fyra barn - samt pigan Ellen - flyttade in i huset i september 1911. Villan har till största delen kvar sitt ursprungliga utseende och är byggd i tidsenlig sekelskiftesstil med sadeltak, liggande träpanel och spröjsade fönster. Interiört präglas villan bland annat av snickeridetaljer såsom vackert arbetade tak och väggpaneler på sällskapsvåningen.

#### Villa Vårgård
Villa Vårgård ligger på Idrottsvägen 33.

#### Villa Widkulla
Villa Widkulla ligger på Brunkebergsåsen 17. Villan har än idag till stor del kvar sitt ursprungliga utseende. Byggnaden uppfördes för Änkefru Emma Olivia Norrman och hennes tre hemmaboende barn. Inflyttning skedde i oktober 1908 då familjen med tjänstefolk flyttade ut till Norrviken från Johannes församling i Stockholm. Familjen Norrman blev dock inte långvariga som Norrvikenbor. Efter ett par år köpte istället Johan Adolf Vidberg Villa Widkulla och flyttade in tillsammans med sin gamla mor och sin syster. Det är familjen Vidberg som givit huset sitt namn. Modern dog i mitten av 1910-talet och Johan Adolf själv avled 1921. Kvar i Villa Widkulla fanns nu systern Hedvig Gerda Elisabet Vidberg samt en hushållerska vid namn Helena Karolina Nordqvist, som kommit till familjen Vidberg redan 1915. Fröken Hedvig och hushållerskan Helena kom att bo kvar under flera decennier. Huset uppfattades dock för stort för dessa två och byggdes om till två lägenheter varav den ena hyrdes ut. 1927 flyttade familjen Nilsson in. Far var skåning, hette Sture och arbetade vid SJ och mor var dalkulla och hette Karin. De hade en son och en dotter. Familjen Nilsson köpte så småningom Villa Widkulla och kom att bo i huset i nästan 70 år till år 1996 då fru Karin Nilsson avled 96 år gammal. Därefter har Villa Widkulla återställts till enfamiljsbostad och har i dag nära nog den utformning det hade när den var ny.

#### Villa Tallbo
Villa Tallbo ligger på stationsvägen 1 och gränsar även till Strandpromenaden.

## Villornas namn
Fram till 1932 hade inte gatorna i Norrviken några officiella namn, och inte heller gatunummer. Alla villorna hade i stället ett namn som användes bl.a. för postutdelningen. Villornas namn refereras till i adresskalendrar och även i kyrkböckernas folkbokföring.
Många hade namn efter ägaren, t.ex. Villa Westholm, men flertalet hade egna namn som Sunnanlid och Rödegård. Namnen var ibland delvis tagna efter de som ägde villan, som Gunhildsborg efter den första ägaren J G Löfgrens dotter Gunhild. Flera villor har namn baserade på en dotter till ägaren. Några villor bytte namn, oftast då namnet var tydligt knutet till en tidigare ägare, men även att de bytte till namn efter en ny ägare. Ett exempel är Lithnerska Villan som hette Borgen på 1920-talet. Även yrken förekom, som när brandmannen Ernst Holmström flyttade in i Björkebo 1930, så byter han namnet till Brandberg. 
Kistaborg är ett undantag i namngivningen då den villan har namn efter det torp som tidigare låg på samma plats som den nuvarande villan.
Tabell över villor i Norrviken med namn:
| Namn                                             | Nuvarande adress        | Inflyttning |
| ------------------------------------------------ | ----------------------- | ----------- |
| Backebo                                          | Bergstigen 4            | 1917        |
| Blixtbo, Fridsbo Barnhem                         | Brunkebergsåsen 3A      | 1909        |
| Strandhyddan, Solelid                            | Brunkebergsåsen 8       | 1910        |
| Framnäs                                          | Brunkebergsåsen 9A      | 1911        |
| Sunnanlid                                        | Brunkebergsåsen 10B     | 1907        |
| Lillgården                                       | Brunkebergsåsen 14      | 1908        |
| Dala                                             | Brunkebergsåsen 15      | 1908        |
| Vidkulla                                         | Brunkebergsåsen 17      | 1908        |
| Blanches Café                                    | Brunkebergsåsen 19      | 1933        |
| Tallbacken                                       | Brunkebergsåsen 20B     | 1908        |
| Åsbylund                                         | Brunkebergsåsen 21      | 1908        |
| Furusätra, Furusäter                             | Brunkebergsåsen 22      | 1911        |
| Ahnsätra                                         | Brunkebergsåsen 38A     | 1909        |
| Enbo, senare Ernevi                              | Brunkebergsåsen 39      | 1910        |
| Rödegård                                         | Brunkebergsåsen 41      | 1912        |
| Tallmon                                          | Brunkebergsåsen 42A     | 1926        |
| Solbacka                                         | Brunkebergsåsen 43      | 1909        |
| Gunbo                                            | Brunkebergsåsen 45B     | 1908        |
| Sjökulla                                         | Brunkebergsåsen 46      | 1911        |
| Åkersbo, även Ahlinska villan                    | Idrottsvägen 19A        | 1910        |
| Sveaborg                                         | Idrottsvägen 29         | 1910        |
| Gammalstorp                                      | Idrottsvägen 31         | 1911        |
| Kommunalkontoret                                 | Landsvägen 3            | 1928        |
| Lithnerska villan, tidigare Svenstorp och Borgen | Landsvägen 4            | 1909        |
| Trollebo                                         | Landsvägen 7            | 1909        |
| Sissibo                                          | Landsvägen 9            | 1900        |
| Vårgård                                          | Idrottsvägen 33         | 1908        |
| Dalom                                            | Idrottsvägen 35         | 1909        |
| Norreboda, Norrebo                               | Idrottsvägen 46B        | 1908        |
| Lyckås                                           | Idrottsvägen 50         | 1910        |
| Furulid                                          | Idrottsvägen 52A        | 1912        |
| Lyckhem                                          | Idrottsvägen 54         | 1900        |
| Hörntomta                                        | Karlslundsvägen 1       | 1920        |
| Grantorp                                         | Kistavägen 6B           | 1908        |
| Furubo                                           | Kistavägen 12B          | 1910        |
| Granebo                                          | Kistavägen 14A          | 1911        |
| Kurrebo                                          | Kistavägen 20A          | 1923        |
| Björkhäll                                        | Landsvägen 11           | 1913        |
| Våråker                                          | Landsvägen 23           | 1910        |
| Rosengård, Rosengården                           | Landsvägen 31           | 1911        |
| Kistaborg                                        | Lexandsvägen 1A         | 1910        |
| Solbacken                                        | Lexandsvägen 1B         | 1911        |
| Avesro                                           | Lexandsvägen 2          | 1909        |
| Solbacka, senare Björkborn                       | Lexandsvägen 4          | 1909        |
| Perstorp                                         | Lexandsvägen 5A         | 1914        |
| Flor, Björkhem                                   | Lexandsvägen 9          | 1910        |
| Björka                                           | Lexandsvägen 11         | 1910        |
| Gullvivan                                        | Lindvägen 1             | 1909        |
| Vinterbo                                         | Lindvägen 15            | 1909        |
| Björksätra                                       | Lindvägen 22B           | 1917        |
| Björkbacken                                      | Lindvägen 26            | 1909        |
| Bo                                               | Lindvägen 31            | 1921        |
| Solbacka                                         | Lindvägen 32            | 1909        |
| Arnäs                                            | Lindvägen 33            | 1909        |
| Gunhildsborg                                     | Lindvägen 34            | 1908        |
| Solgården                                        | Lindvägen 35            | 1911        |
| Lillbo                                           | Lindvägen 37            | 1909        |
| Tomtebo                                          | Lindvägen 38            | 1908        |
| Karlsro                                          | Lindvägen 43            | 1918        |
| Nyhem                                            | Lindvägen 47A           | 1909        |
| Höja                                             | Lindvägen 51A           | 1910        |
| Zolla                                            | Nåsvägen 4              | 1918        |
| Solhaga                                          | Nåsvägen 7              | 1928        |
| Karlslund, Carlslund                             | Nåsvägen 10             | 1912        |
| Björkhagen                                       | Nåsvägen 26             | 1909        |
| Posthuset                                        | Postvägen 4             | 1927        |
| Vårtomta                                         | Skolvägen 9             | 1914        |
| Arnebo                                           | Skolvägen 13            | 1914        |
| Tararp                                           | Skolvägen 25            | 1915        |
| Vårbacka                                         | Skolvägen 27            | 1909        |
| Solhem                                           | Solvägen 8A             | 1910        |
| Alicero, Lotterivillan                           | Solvägen 10A            | 1912        |
| Karlsro                                          | Stationsallén 3         | 1912        |
| Tallbo                                           | Stationsvägen 1         | 1908        |
| Tunåsen                                          | Stationsvägen 5A        | 1912        |
| Granvillan, Grangården                           | Stationsvägen 6         | 1908        |
| Lyckebo                                          | Stationsvägen 7         | 1911        |
| Ardala, Kontorsvillan                            | Stationsvägen 9         | 1908        |
| Granliden                                        | Strandpromenaden 4B     | 1911        |
| Sjövik                                           | Strandpromenaden 17     | 1919        |
| Kullen                                           | Sätersvägen 3           | 1910        |
| Vibo                                             | Sätersvägen 4           | 1909        |
| Ufbo                                             | Sätersvägen 6           | 1911        |
| Gläntan                                          | Sätersvägen 8           | 1910        |
| Granbacken                                       | Sätersvägen 10          | 1919        |
| Bell Hill                                        | Torsvägen 7A            | 1918        |
| Björkebo, senare Brandenberg och Skananld        | Torsvägen 10            | 1920        |
| Furugården, senare Tungården                     | Tunvägen 8              | 1926        |
| Solbo, Solåker                                   | Tunvägen 11             | 1918        |
| Björkbo                                          | Tunvägen 19             | 1916        |
| Tykö                                             | Tunvägen 21             | 1917        |
| Backgården                                       | Tunvägen 25             | 1910        |
| Nannylund, senare Lillebo                        | Tunvägen 27             | 1909        |
| Björknäs                                         | Vintervägen 1           | 1911        |
| Skogshäll                                        | Västra Stationsvägen 19 | 1907        |
| Elinsro                                          | Västra Stationsvägen 25 | 1910        |
| Torpet                                           | Västra stationsvägen 32 | 1910        |

## Bilder

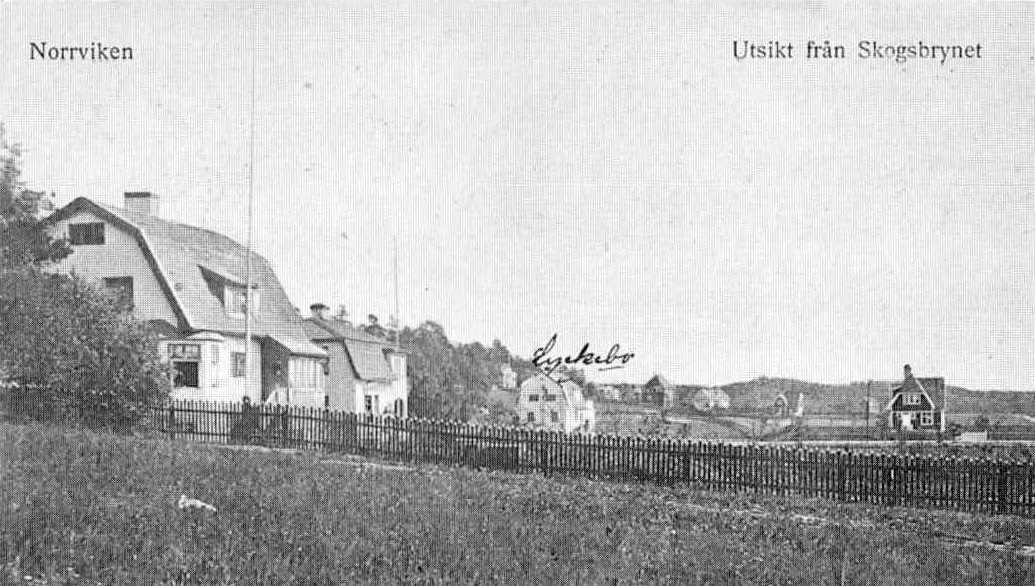
Skogsbrynet, krönet Idrottsvägen med ryggen mot Torparängen.
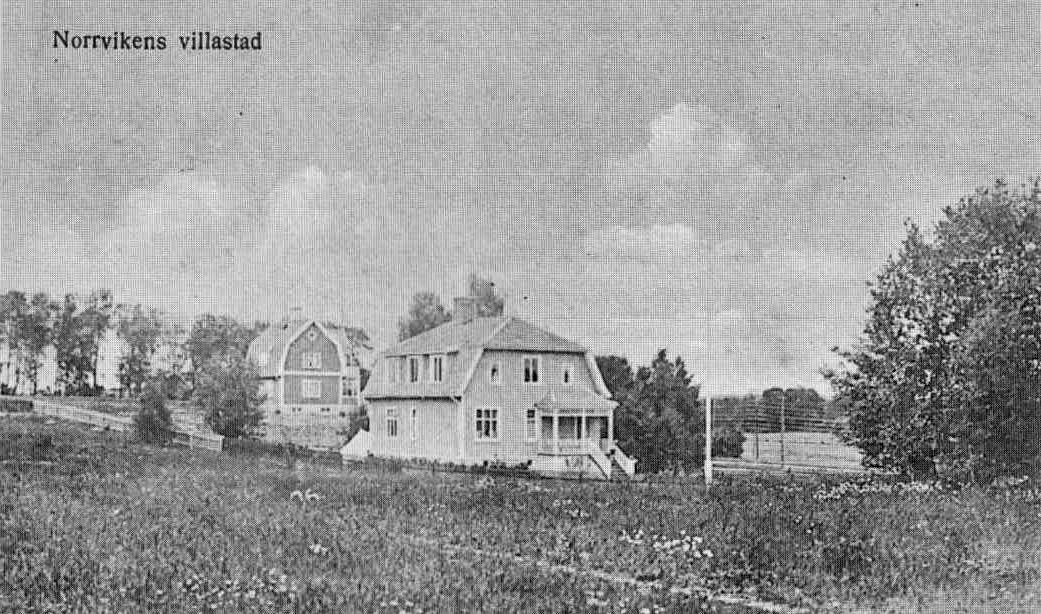
Pripps villa i förgrund och villa Rosengård i bakgrunden, Landsvägen, Norrviken.
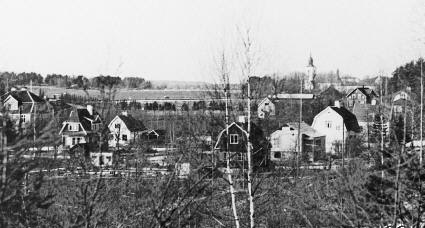
Tunvägen, Mot Idrottsvägen, Norrvikens kyrka i bakgrunden.
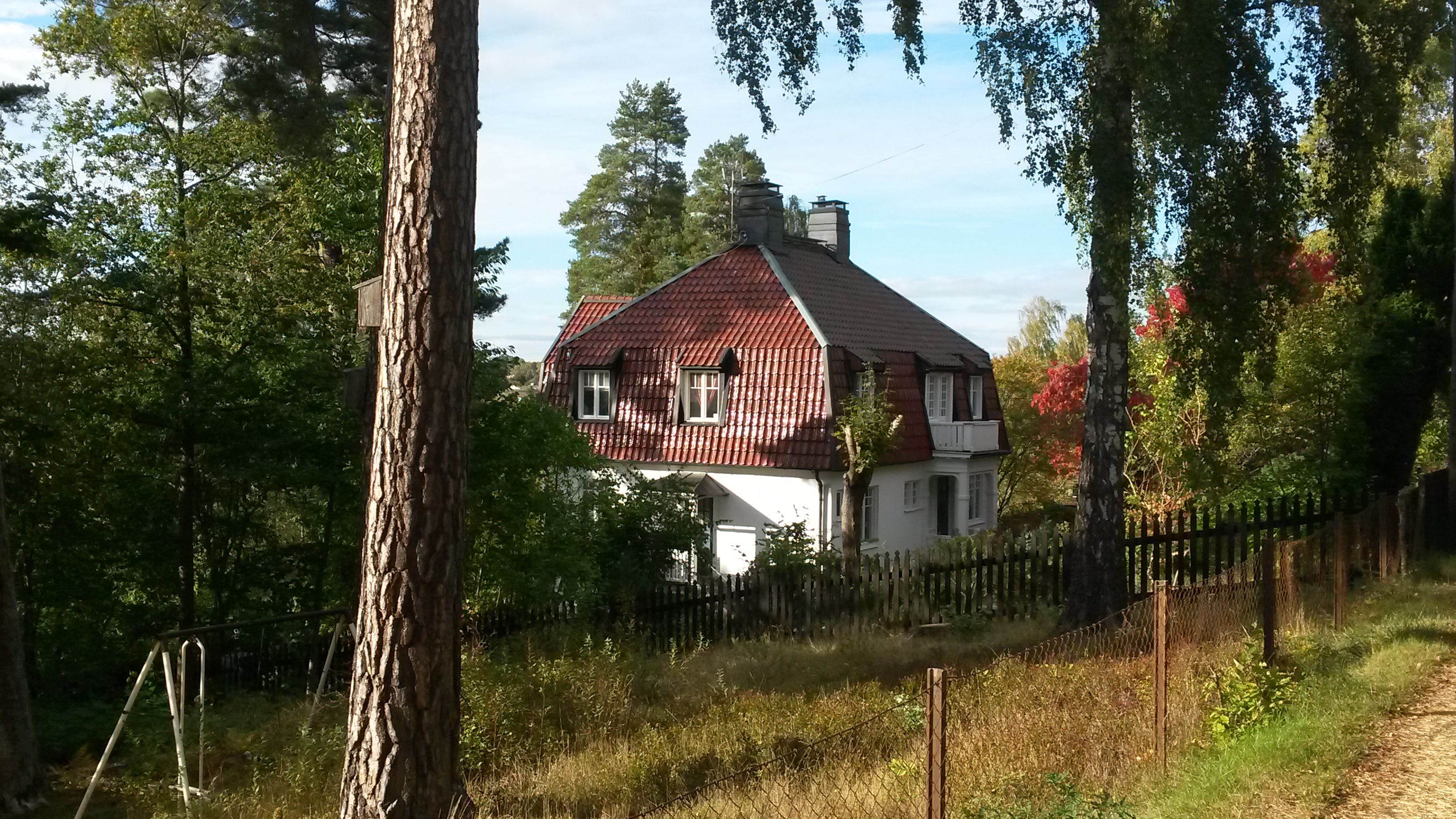
Brunkebergsåsen, Norrviken.
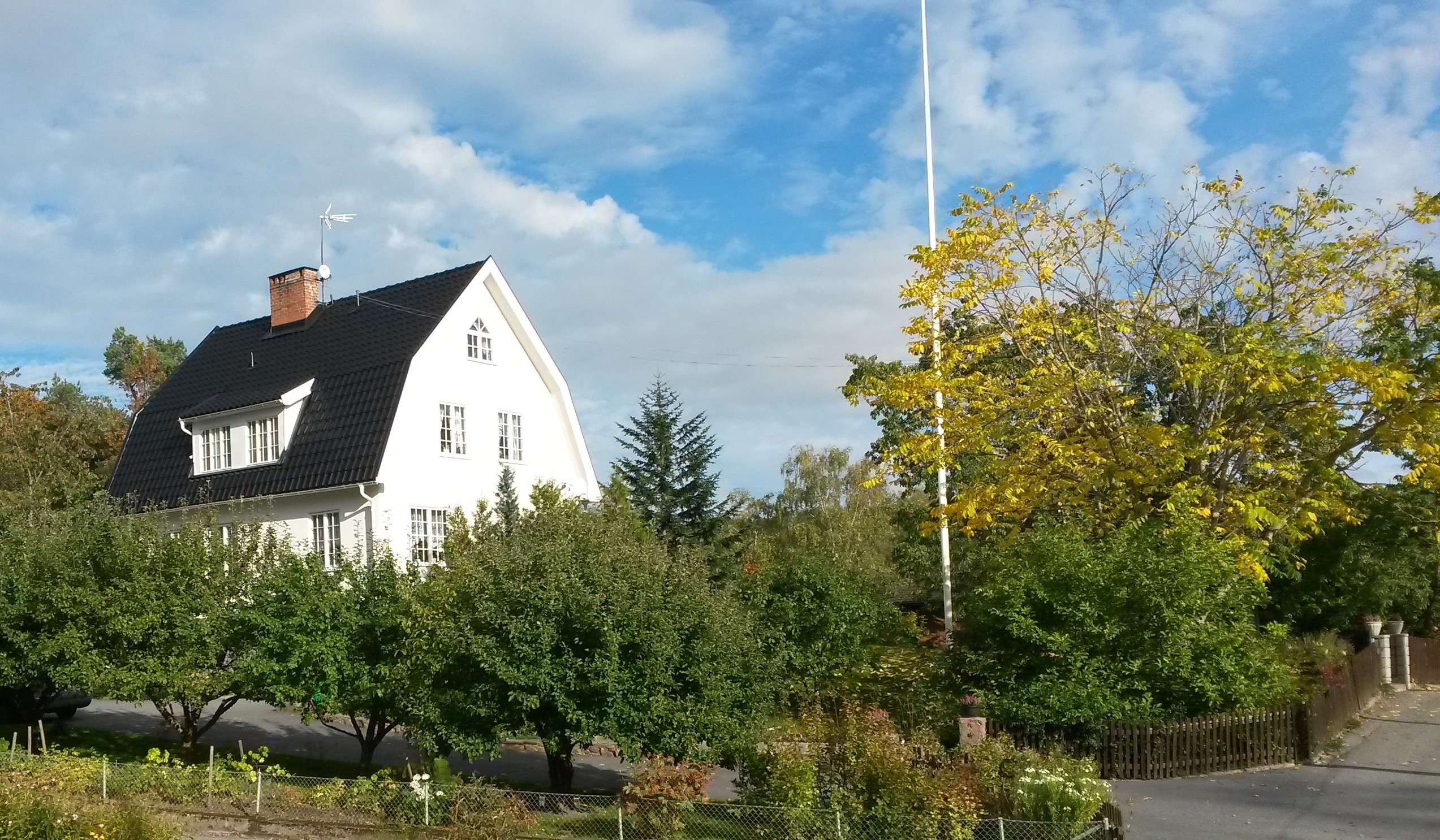
Villa Granliden, Strandpromenaden, 2015.
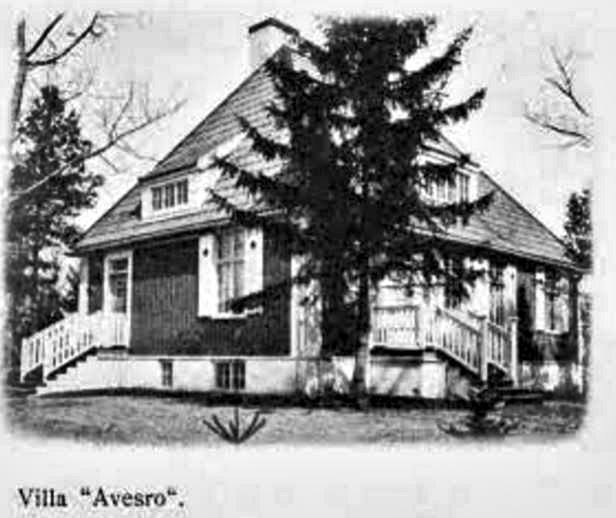
Villa Avesro.
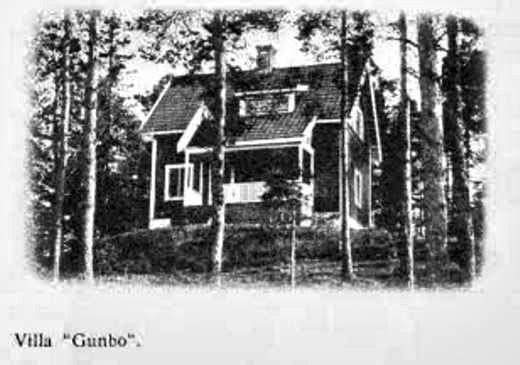
Villa Gunbo, Norrviken, ca 1910.
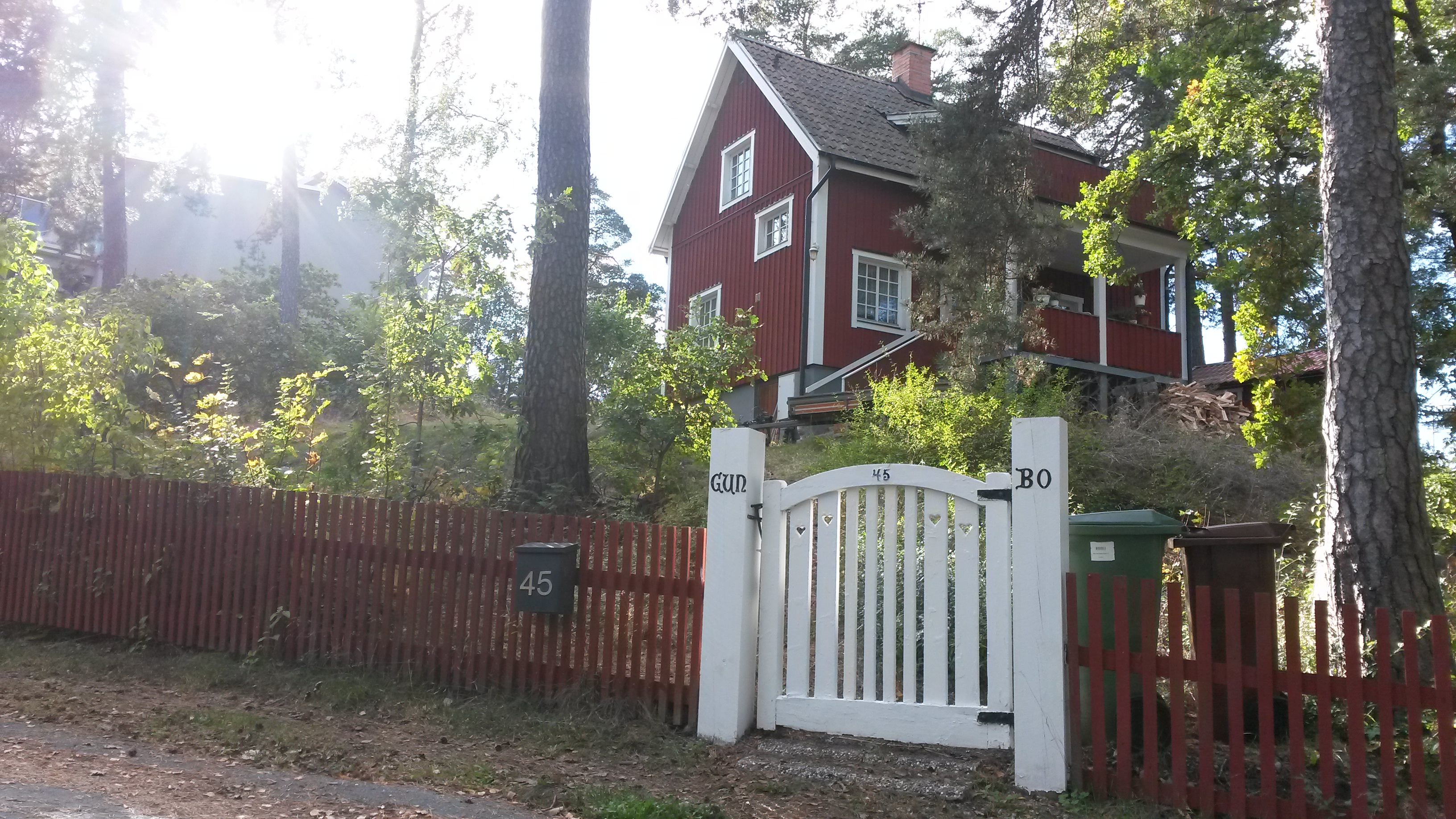
Villa Gunbo, Norrviken, 2015.
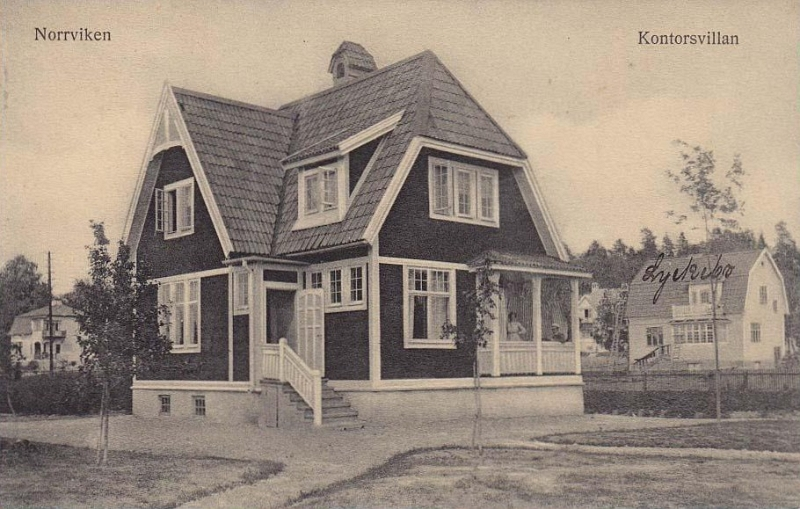
Kontorsvillan, ca 1910.
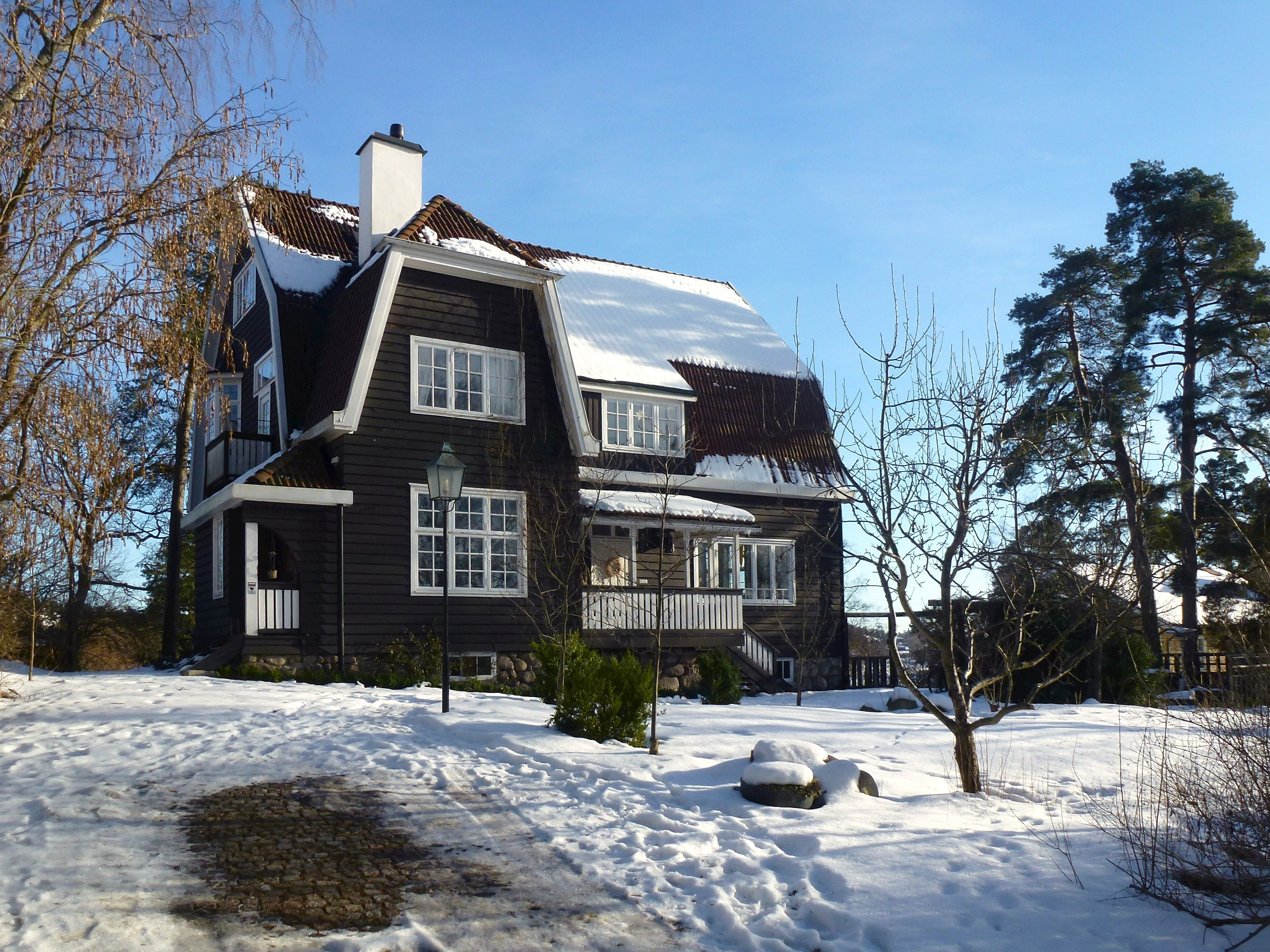
Villa Westholm.
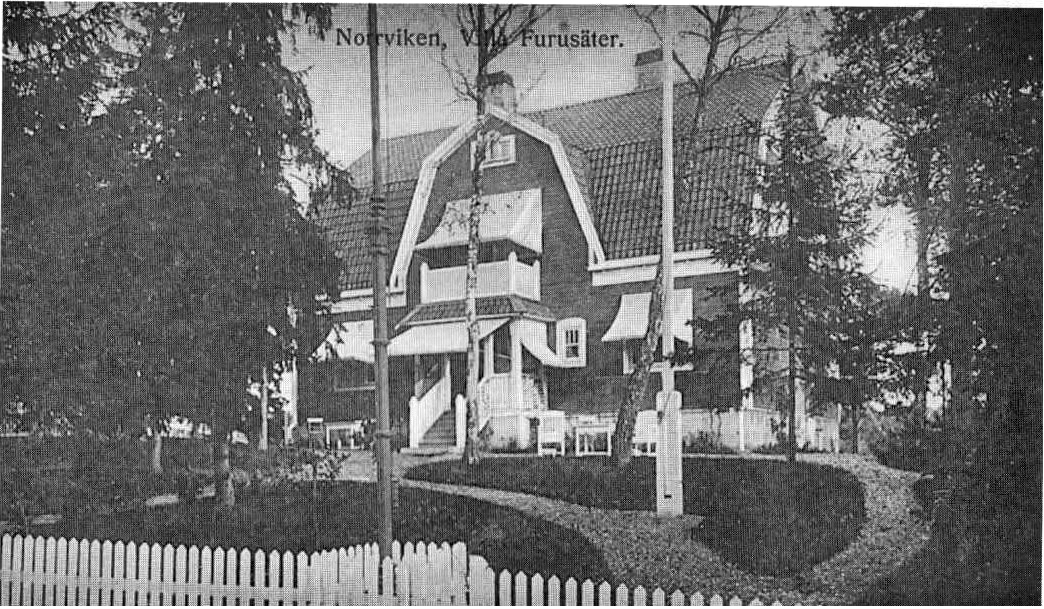
Villa Furusäter, Brunkebergsåsen, Norrviken.
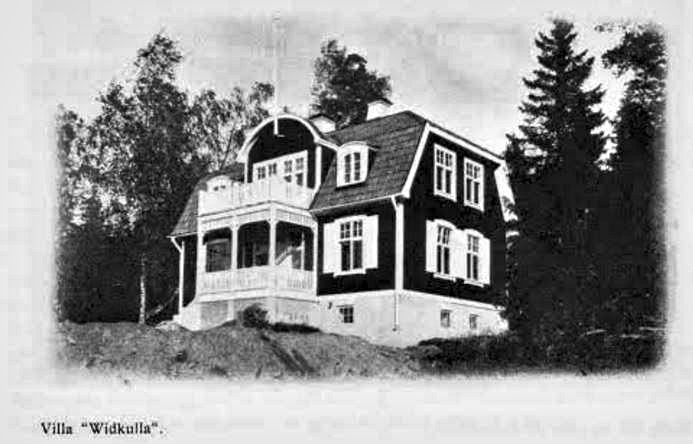
Villa Widkulla, Brunkebergsåsen, Norrviken.
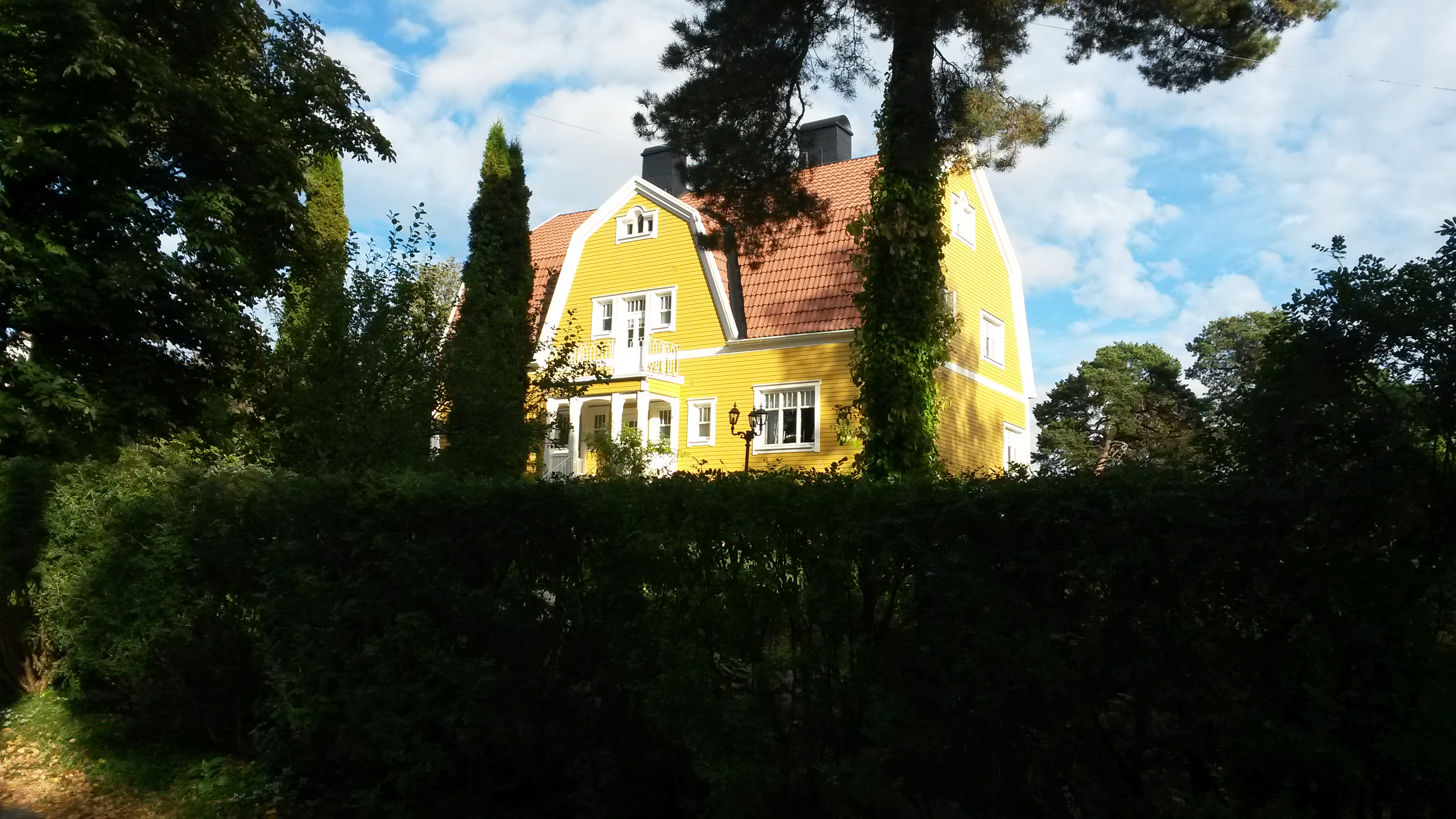
Villa Furusäter, Norrviken, 2015.
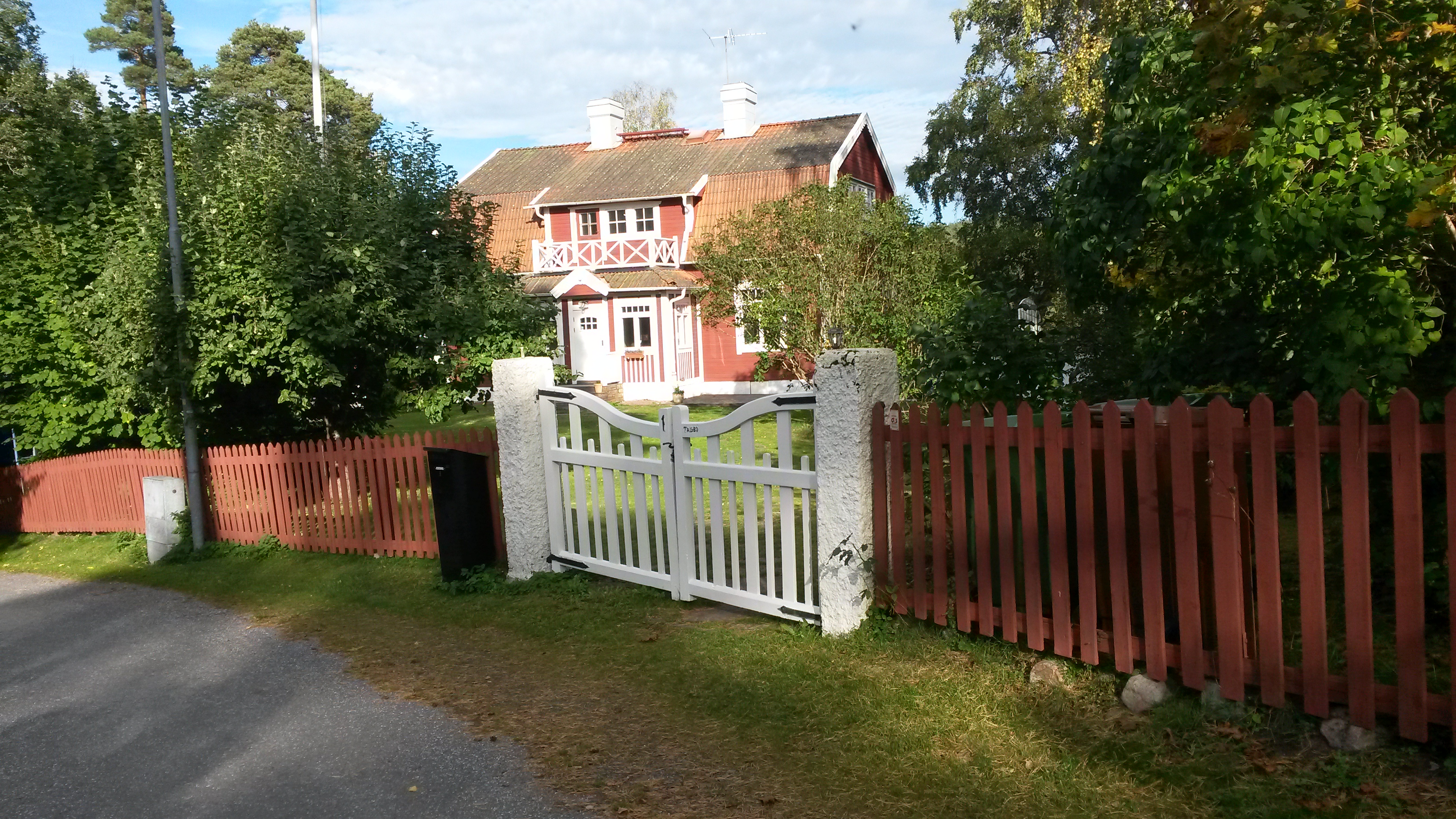
Villa Tallbo, Stationsvägen, Norrviken.
Tomtkarta från 1924